# Opérateur LSM
L'opérateur LSM (Live Slow Motion) est la personne qui utilise les logiciels et matériels de la société EVS : Multicam[LSM] et XT[2] pour réaliser les séquences vidéo de ralenti au sein d'une régie audiovisuelle ou d'un car de production télévisée.

## Description
Le terme « opérateur » s’est installé au masculin car les personnes exerçant ce métier sont essentiellement des hommes. Début 2019 on compte seulement 38 opératrices en France.
Lors de retransmission d'évènements sportifs, c'est lui qui sélectionne les moments les plus pertinents d'une action afin de permettre au réalisateur de les rediffuser à vitesses normale ou ralentie.
Afin de réaliser ces tâches, l'opérateur a recours à une remote[LSM] (console) de commande du Multicam[LSM] dans le cas de tournages numériques.
Ce terme — opérateur LSM — est entré dans le langage courant comme une fonction à cause de l'omniprésence du matériel dans les cars de productions sportives et du nombre d'opérateurs de par le monde (+ de 5000) utilisant ce matériel.
Parmi ces opérateurs, certains sont spécialisés dans l’hypermotion. Ces opérateurs ont pour mission de recaler des images enregistrées à très haute vitesse (plus de 500 images par seconde) provenant de Superloupes ou caméras analogues. 
Il existe également un concours pour les opérateurs le « ralenti d’or », qui récompense le meilleur des 432 opérateurs référencés par la profession.